# Monika Müller (Synchronschwimmerin)
Monika Müller (* 11. Mai 1971 in Reichenbach im Täle) ist eine ehemalige mehrfache deutsche Meisterin im Synchronschwimmen und Olympiateilnehmerin.

## Karriere
Als 14-Jährige wurde sie 1985 in die Jugendnationalmannschaft aufgenommen. Mit dem TV Markgröningen war sie elffache Deutsche Meisterin im Synchronschwimmen (Kunstschwimmen) in den Disziplinen Solo, Duett und Gruppe in den Jahren 1990 bis 1994. 1991 begann sie ein Sportstudium an der Universität Tübingen. Sie wurde bei den Olympischen Spielen in Barcelona 1992 im Solo 14. und im Duett mit Margit Schreib ebenfalls 14. Bei den Weltmeisterschaften in Perth (Australien) 1991 erreichte sie im Solo den 12. Platz, bei den Europameisterschaften in Sheffield (England) den 6. Platz. Als Nationalmannschaftsmitglied (fünf Jahre) beendete sie den Wettkampfsport 1994 nach den Weltmeisterschaften in Rom (Italien). Ihre Vereinstrainerin war Annette Voigtländer.
Monika Müller ist Heilpraktikern und Personal Trainerin in Braunschweig, Wolfsburg und Umgebung.